# جیسن کنی
جیسن کنی (به انگلیسی: Jason Kenney) سیاستمدار کانادایی و نخست‌وزیر  آلبرتا و رهبر کنونی حزب محافظه کار متحد در آلبرتا است. او در انتخابات میان دوره ای ۱۴ دسامبر ۲۰۱۷ به عضویت مجمع قانونگذاری آلبرتا درآمد.